# Eva Mannerheim-Sparre
Eva Hedvig Vilhelmina Johanna Mannerheim-Sparre, född 30 juni 1870 i Villnäs, död 27 december 1957 i Stockholm, var en finlandssvensk grevinna, författare och konstnär. 

## Biografi
Eva Mannerheim var dotter till greve Carl Robert Mannerheim (1835–1914) och hans första hustru Hedvig Charlotta Hélène von Julin (1842–1881). Hon var syster till Sophie, Carl, Gustaf och Johan Mannerheim samt från 1893 gift med den svenska konstnären Louis Sparre.
Mannerheim studerade konsthantverk vid Tekniska skolan i Stockholm innan hon år 1891 återvände till Finland där hon blev lärare vid Centralskolan för konstflit i Helsingfors. Hon var en pionjär inom den så kallade moderna bokkonsten i Finland, inom såväl typografisk formgivning och bokbindning som utbildning i ämnet. Hon formgav också textilier och möbler, samt skrev flera böcker.  
Hon grundade tillsammans sin make den legendariska möbel- och keramikfabriken Ab Iris som drevs i Borgå 1897–1902. Fabriken kombinerade konstnärlig formgivning med industriell tillverkning. Efter att fabriken gick omkull på grund av ekonomiska svårigheter, grundade makarna Konstindustriell ritbyrå Eva & Louis Sparre, där hon fick en framträdande roll.
Makarna ritade bland annat mönster för Finska handarbetets vänner och Tammerfors linnefabrik. Eva Mannerheim Sparre ritade textilier för Handarbetets vänner år 1905–1908 och formgav också ett möblemang. År 1908 flyttade hon med familjen till Djurgården i Stockholm där hon var verksam som bokkonstnär.
Eva Mannerheim-Sparre är bland annat känd för Kokbok för finsmakare och vanliga hungriga från 1935, där finlandssvensk högreståndsmatlagning, med inslag av svensk, fransk och rysk kokkonst, anpassats till mellankrigstidens rikssvenska övre medelklass. Hon finns representerad på bland annat Borgå museum, Carl Larsson-gården i Sundborn och Helsingfors stadsmuseum.